# Askskottsjuka
Askskottsjuka är en sjukdom som angriper trädet ask (Fraxinus excelsior). Den har spritt sig snabbt i norra Europa sedan början av 1990-talet. Sjukdomen orsakas av sporsäckssvampen Hymenoscyphus fraxineus och medför bland annat att trädets fotosyntattransport avstannar, vilket leder till att trädet på sikt dör.

## Historia
I början av 1990-talet upptäcktes i Litauen och nordöstra Polen att askarna började dö. De döende träden hade nekroser på bladen och växte på ett busklikt sätt med döda toppskott. Spridningen skedde snabbt, efter några år hittades askar med samma symtom i norra och västra Europa. Än så länge finns det platser i Europa som inte har drabbats av askskottsjuka, särskilt delar av södra och västra Europa. 
I Sverige upptäcktes askskottsjukan år 2001 och i Danmark år 2003. På grund av symtomen misstänktes att en ny och okänd svamppatogen var orsak till sjukdomen. 
H. fraxineus förekommer i nordöstra Asien på manchurisk ask, Fraxinus mandshurica. Manchuriska askar har troligen införts från Kina till någon plantskola i östra Polen, varefter svampens sporer spritts från de manchuriska askarna till de europeiska askarna. I sitt ursprungsområde är H. fraxineus ingen större skadegörare, men i Europa blev skadorna på de europeiska askarna omfattande redan efter några få år. De europeiska askarna visade sig ha svårt att stå emot den aggressiva och invasiva H. fraxineus.

## Taxonomi
År 2006 beskrevs patogenen som Chalara fraxinea. Tre år senare gjorde man fler fynd av C. fraxinea, och det föreslogs att det egentligen var sporsäckssvampen Hymenoscyphus albidus som orsakade askskottsjukan och att C. fraxinea helt enkelt var den asexuella formen av H. albidus. Det är vanligt att sporsäckssvampar har olika former och de kan därför ha getts olika namn även om det är samma art som åsyftas. År 2010 visade det sig att artbestämningen var fel och i stället beskrevs sporsäckssvampen som Hymenoscyphus pseudoalbidus, samhörande med C. fraxinea. År 2014 kom en namnändring som sa att H. pseudoalbidus ska heta Hymneoscyphus fraxineus.

## Symtom

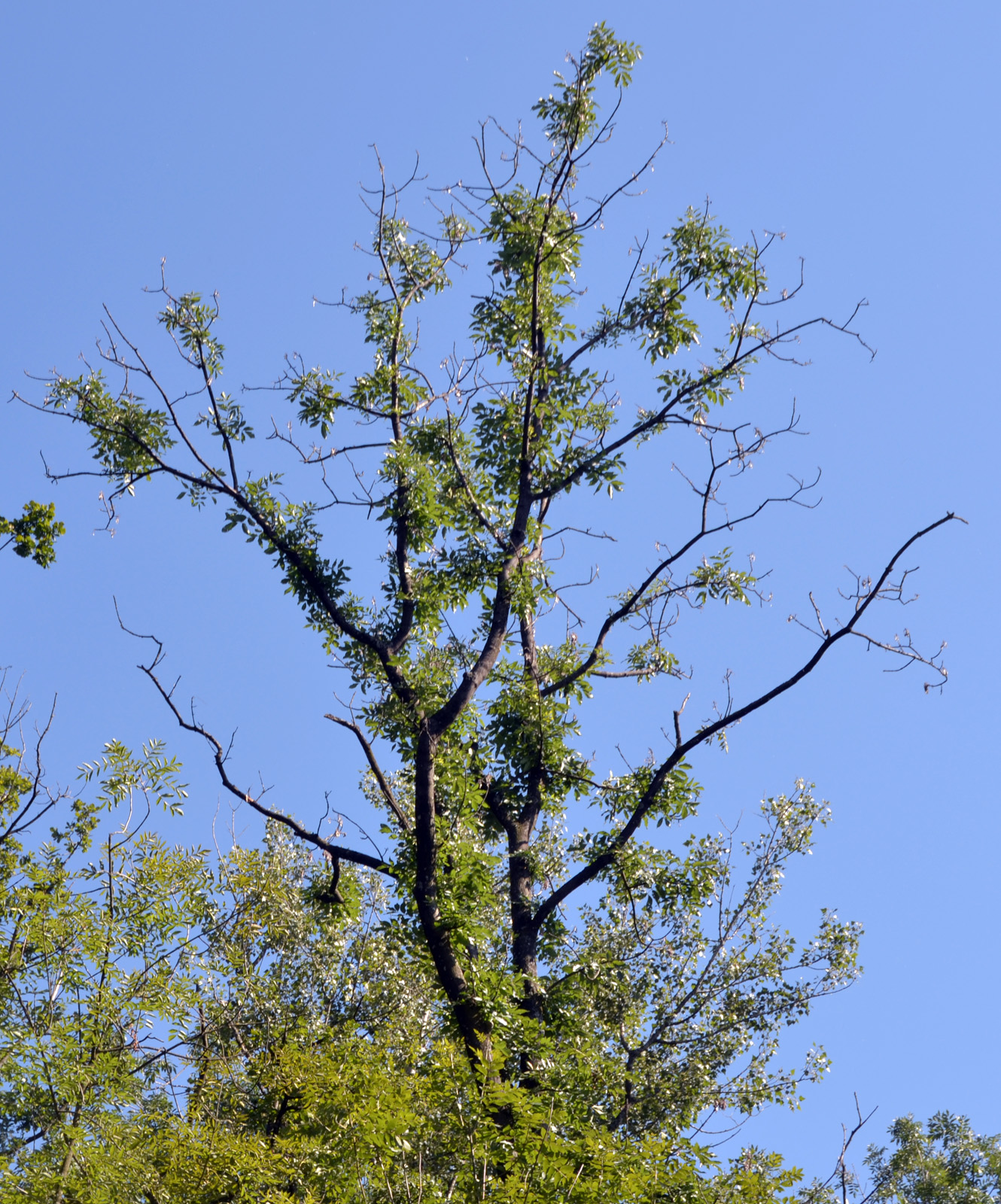
En ask angripen av askskottsjuka.

Symtomen varierar under året, men störst skada görs under våren och försommaren. Vid askskottsjuka får askarna bruna nekroser på bladen och vid bladärr. Knopparna torkar och det bildas döda skott. Infektionen sprider sig med vinden in i kvistar och grenar och sedan in i stammen. På sommaren ser man ofta vissnande blad på askarna till följd av att infektionen spritt sig i innerbarken och då stryper vatten och näringstillförsel. En ask som varit infekterad länge uppvisar synbara röda och gulbruna fläckar på grenar och stammar. Man ser även grenar och skott som är helt döda. Genom apikal dominans ersätts de döda toppskotten med nya skott. Det finns även vilande skott på stammen som skjuter ut när grenar dör och ersätter dem. Dessa kallas ”vattskott” och gör att askarna får ett buskigt utseende.
Processen sker stegvis från det att asken blir infekterad till det att den dör, dock är det en väldigt snabb process. Askar som är över 20 år dör inte direkt av infektionen men försvagas successivt. Rötsvampen honungsskivling, Armillaria mellea, kan då angripa de redan försvagade träden.
Om en skada har varit inaktiv kan den bli aktiv igen inom ett tidsspann på tio månader. Detta tyder på att svampen kan växla mellan att vara nedbrytare och patogen och att ha ett latent stadium. Det som gör svampen farlig är toxinet viridol. Applicerar man det på unga askblad ser man att de börjar vissna.

## Framtid
H. fraxineus invaderar vävnaden i träden väldigt effektivt, och därför är det svårt att hitta någon fungicid som skulle kunna skydda askarna mot infektionen. Dock finns det vissa genotyper av askar som har större motståndskraft och klarar sig bättre mot infektionen. Detta tyder på att asken kan komma att överleva i drabbade områden. Asken har inte stor betydelse för skogsindustrins ekonomi, men för kulturarvet och för biodiversiteten i skogen. Om den dör ut kommer det att få stora konsekvenser.